# Gonzalo de Illescas (frare)
|  | Aquest article tracta sobre el monjo jerònim i bisbe de Còrdova. Si cerqueu l'historiador castellà, vegeu «Gonzalo de Illescas». |

Gonzalo de Illescas (?, principis del segle xv - Hornachuelos, Còrdova, 22 d'octubre de 1464) fou un monjo de l'orde dels jerònims, prior del monestir de Guadalupe, capellà de Joan II de Castella, i bisbe de Còrdova.
Com a prior de Guadalupe (1441-1444 i 1450-1453), feu construir la llibreria i l'orgue gran del cor de l'església monacal. Durant el seu episcopat a Còrdova (1454-1464) es fundaren els convents de Santa Cruz i de Santa Inés. A la seua mort, llegà la seua biblioteca al monestir de Sant Jeroni de Valparaíso. Les seues despulles jauen a Guadalupe, en un magnífic sepulcre esculpit per Egas Cueman entre el 1458 i el 1460, amb la seua estàtua jacent en marbre blanc. És recordat pel seu retrat fet per Zurbarán el 1639 per a la sagristia del monestir de Guadalupe, que el representa assegut en el seu estudi en actitud d'escriure. També n'hi ha un retrat fet per Valdés Leal per al monestir de Sant Jeroni de Buenavista, actualment en el Museu de Belles Arts de Sevilla.